# إد كيسي
إد كيسي (بالإنجليزية: Ed Casey)‏ هو سياسي أسترالي، ولد في 2 يناير 1933 في ماكاي في أستراليا، وتوفي بنفس المكان في 1 مايو 2006 بسبب سكتة. حزبياً، نشط في حزب العمال الأسترالي. وقد انتخب Leader of the Opposition (Queensland) ‏ وانتخب عضو المجلس التشريعي ولاية كوينزلاند.